# Over glas gesproken (film)
Over glas gesproken is een zwart-witvoorlichtingsfilm uit 1958 door Bert Haanstra gemaakt in opdracht van de Vereenigde Glasfabrieken, met vestigingen in Leerdam, Schiedam en Maastricht.
Het complete productieproces komt aan de orde, toegelicht door middel van een voice-over. Na het maken van deze film maakte Haanstra de met een Oscar bekroonde kleurenfilm Glas.